# Підзвітна особа
Підзві́тна осо́ба — працівник підприємства, який отримав грошові суми в підзвіт для майбутніх витрат згідно з наказом (розпорядженням) керівника підприємства. Для обліку розрахунків з підзвітними особами в українському Плані рахунків призначено рахунок 372 «Розрахунки з підзвітними особами». За дебетом рахунку в кореспонденції з рахунками грошових коштів відображається видача коштів підзвітній особі, за кредитом — списання затверджених сум на відповідні рахунки. Сальдо може бути як дебетовим, так і кредитовим.